# Tour T1
El Tour T1 es un rascacielos de oficinas en La Défense, el distrito central de negocios al oeste de París, en Francia, concretamente en la comuna de Courbevoie. La torre, diseñada por el estudio de arquitectura Valode et Pistre, comenzó a construirse en 2005 y se completó y abrió al público en 2008, en un plazo similar a la Tour Granite.
Con sus 70 mil metros cuadrados de superficie, 185 metros y 42 pisos, es el segundo rascacielos en altura en La Défense, tras la Tour Total. Tiene una forma parecida a una hoja de vidrio doblada, conformando llamativos efectos estéticos con la luz.